# Wynne (Arkansas)
Wynne è una località degli Stati Uniti d'America, capoluogo della contea di Cross, nello Stato dell'Arkansas.
Qua è nato il giocatore di football e wrestler DeAngelo Williams.